# Kaval
Kaval ali Konjenik je igralna karta, po moči višja od številčnih kart in Fanta in nižja od Kraljice in Kralja.